# Ivan Hašek
Ivan Hašek (Městec Králové, República Txeca, 6 de setembre de 1963) és un exfutbolista i entrenador de futbol txec. Va disputar 55 partits amb la selecció de Txecoslovàquia i la de la República Txeca. Actualment fa d'entrenador de la Selecció de futbol de la República Txeca.